# Мілан Шкріньяр
Мілан Шкріньяр (словац. Milan Škriniar, нар. 11 лютого 1995, Ж'яр-над-Гроном) — словацький футболіст, захисник французького клубу «Парі Сен-Жермен» і національної збірної Словаччини. На умовах оренди грає за турецький «Фенербахче».

## Клубна кар'єра
Народився 11 лютого 1995 року в місті Ж'яр-над-Гроном. Вихованець футбольної школи клубу «Жиліна». Дорослу футбольну кар'єру розпочав 2012 року в основній команді того ж клубу, в якій провів чотири сезони, взявши участь у 84 матчах чемпіонату.  Більшість часу, проведеного у складі «Жиліни», був основним гравцем захисту команди.
До складу клубу «Сампдорія» приєднався 29 січня 2016 року, уклавши з італійським клубом контракт на чотири з половиною роки. Протягом перших пів року у генуезькій команді лише тричі виходив на поле в офіційних іграх.
З 2017 року виступав за «Інтернаціонале».
З 2023 року захищає кольори французького клубу «Парі Сен-Жермен».

## Виступи за збірні
2011 року дебютував у складі юнацької збірної Словаччини, взяв участь у 18 іграх на юнацькому рівні, відзначившись 2 забитими голами.
З 2012 року залучається до складу молодіжної збірної Словаччини. На молодіжному рівні зіграв у 15 офіційних матчах, забив 3 голи.
У травні 2016 року провів свої два перші матчі у складі національної збірної Словаччини. Справивши в цих іграх гарне враження на тренерський штаб словацької національної команди, того ж місяця був включений до її заявки для участі у фінальній частині чемпіонату Європи у Франції.
| Дата      | Місто         | Господарі  | Результат | Гості      | Турнір                  | Голи | Примітки |
| --------- | ------------- | ---------- | --------- | ---------- | ----------------------- | ---- | -------- |
| 27-5-2016 | Вельс         | Грузія     | 1 – 3     | Словаччина | товариський матч        | -    |          |
| 29-5-2016 | Аугсбург      | Німеччина  | 1 – 3     | Словаччина | товариський матч        | -    | 78'      |
| 20-6-2016 | Сент-Етьєн    | Словаччина | 0 – 0     | Англія     | ЧЄ 2016 - груповий етап | -    | 78'      |
| 26-6-2016 | Вільнев-д'Аск | Німеччина  | 3 – 0     | Словаччина | ЧЄ 2016 - 1/8 фіналу    | -    |          |
| Усього    |               | Матчів     | 4         |            | Голів                   | 0    |          |

## Титули і досягнення
- Чемпіон Словаччини (1):

«Жиліна»: 2011–12
- Володар Кубка Словаччини (1):

«Жиліна»: 2011–12
- Чемпіон Італії (1):

«Інтернаціонале»: 2020–21
- Володар Кубка Італії (2):

«Інтернаціонале»: 2021–22, 2022–23
- Володар Суперкубка Італії (2):

«Інтернаціонале»: 2021, 2022
- Чемпіон Франції (1):

«Парі Сен-Жермен»: 2023–24
- Володар Кубка Франції (1):

«Парі Сен-Жермен»: 2023–24
- Володар Суперкубка Франції (1):

«Парі Сен-Жермен»: 2023